# Мисс мира 2000
Мисс Мира 2000 (англ. Miss World 2000) — 50-й юбилейный ежегодный конкурс красоты, проводился 30 ноября 2000 года в Великобритании. За победу на нём соревновалось 94 претендентки, победительницей стала представительница Индии Приянка Чопра.

## Результаты

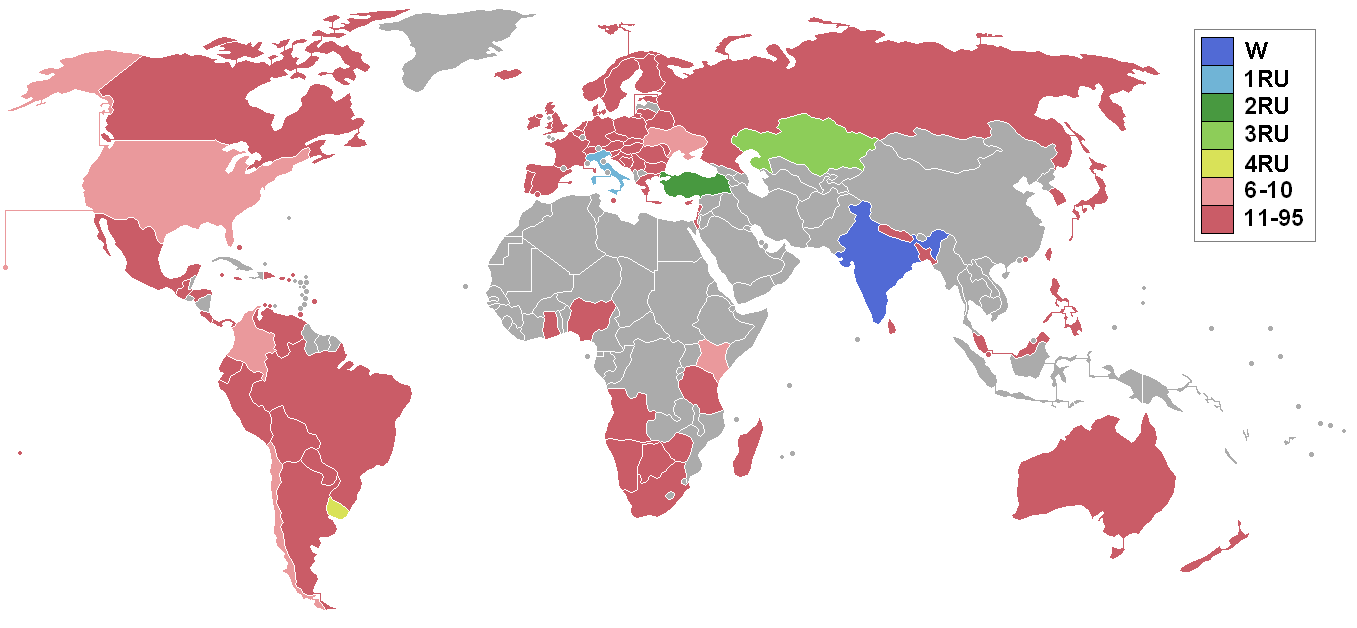
Страны-участницы конкурса «Мисс Мира» — 2000 года

| Итоговый результат | Участница |
| Мисс Мира 2000     | - Индия — Приянка Чопра |
| 1-я вице-мисс      | - Италия — Джорджия Пальмас |
| 2-я вице-мисс      | - Турция — Юксель Ак |
| 3-я вице-мисс      | - Казахстан — Маргарита Кравцова                                                                                                 |
| 4-я вице-мисс      | - Уругвай — Катя Томсен |
| Полуфиналистки     | - Чили — Isabel Bawlitza - Колумбия — Andrea Durán - Кения — Yolande Masinde - Украина — Olena Scherban - США — Angelique Breaux |

### Континентальные Королевы красоты
| Королевы красоты по континентам | Участница                           |
| Африка                          | - Кения — Yolanda Masinde           |
| Америка                         | - Уругвай — Katja Thomsen           |
| Азия                            | - Индия — Priyanka Chopra           |
| Вест-Индия                      | - Кюрасао — Jozaine Marianella Wall |
| Европа                          | - Италия — Giorgia Palmas           |

### Специальные награды
| Награда       | Участница                        |
| Лучший костюм | - Казахстан — Маргарита Кравцова |

### Топ
Топ-10
| 1. Италия 2. Чили 3. Колумбия 4. США 5. Уругвай | 6. Казахстан 7. Турция 8. Украина 9. Индия 10. Кения |

Топ-5
1. Казахстан
2. Италия
3. Уругвай
4. Индия
5. Турция

## Судьи
| - Стефани Бичем - Освальд Боатенг - Эррол Браун - Лулу | - Терри О’Нилл - Люси Сайкс - Hemant Trevedi - Аманда Уэйкли - Хан, Шахрух |

## Участницы
| - Виргинские Острова (США) — Luciah Hedrington - Ангола — Deolinda Vilela - Аргентина — Daniela Stucan - Аруба — Monique van der Horn - Австралия — Renee Henderson - Австрия — Patricia Kaiser - Багамские Острова — Latia Bowe - Бангладеш — Sonia Gazi - Барбадос — Leilani McConney - Беларусь — Sviatlana Kruk - Бельгия — Joke van de Velde - Боливия — Jimena Rico Toro - Босния и Герцеговина — Jasmina Mahmutović - Ботсвана — Puna Keleabetswe Serati - Бразилия — Francine Eickemberg - Виргинские Острова (Великобритания) — Nadia Harrigan Ubinas - Болгария — Ivanka Peytcheva - Канада — Christine Cho - Острова Кайман — Jacqueline Bush - Чили — Isabel Bawlitza - Колумбия — Andrea Durán - Коста-Рика — Cristina de Mezerville - Хорватия — Andreja Čupor - Кюрасао — Jozaine Wall - Кипр — Iphigenia Papaioannou - Чехия — Michaela Salačová - Дания — Anne Katrin Vrang - Доминиканская Республика — Gilda Jovine - Эквадор — Ana Dolores Murillo - Англия — Michelle Walker - Эстония — Irina Ovtchinnikova - Финляндия — Salima Peippo - Франция — Karine Meier - Германия — Natascha Berg - Гана — Maame Ewarfaah Hawkson - Гибралтар — Tessa Sacramento - Греция — Athanasia Tzoulaki - Гватемала — Cindy Ramírez - Нидерланды — Raja Moussaoui - Гондурас — Verónica Rivera - Гонконг — Margaret Kan - Венгрия — Judit Kuchta - Исландия — Elva Dögg Melsted - Индия — Priyanka Chopra - Ирландия — Yvonne Ellard - Израиль — Dana Dantes - Италия — Giorgia Palmas - Ямайка — Ayisha Richards | - Япония — Mariko Sugai - Казахстан — Margarita Kravtsova - Кения — Yolanda Masinde - Республика Корея — Jung-sun Shin - Ливан — Sandra Rizk - Литва — Martyna Bimbaite - Мадагаскар — Julianna Todimarina - Малайзия — Tan Sun Wei - Мальта — Katia Grima - Мексика — Paulina Flores Arias - Молдова — Mariana Moraru† - Намибия — Mia de Klerk - Непал — Usha Khadgi - Новая Зеландия — Katherine Allsopp-Smith - Нигерия — Matilda Kerry - Северная Ирландия — Julie Lee-Ann Martin - Норвегия — Stine Pedersen - Панама — Ana Raquel Ochy - Парагвай — Patricia Villanueva - Перу — Tatiana Angulo - Филиппины — Katherine Annwen de Guzman - Польша — Justyna Bergmann - Португалия — Gilda Dias Pe-Curto - Пуэрто-Рико — Sarybel Velilla - Румыния — Aleksandra Cosmoiu - Россия — Anna Bodareva - Шотландия — Michelle Watson - Сингапур — Charlyn Ding Zung Ee - Словакия — Janka Horecna - Словения — Maša Merc - ЮАР — Heather Joy Hamilton - Испания — Verónica García - Шри-Ланка — Rozelle Plunkett - Швеция — Ida Sofia Manneh - Швейцария — Mahara McKay - Французская Полинезия — Vanini Bea - Китайская Республика — Shu-Ting Hao - Танзания — Jacqueline Ntuyabelikwe - Тринидад и Тобаго — Rhonda Rosemin - Турция — Yuksel Ak - Украина — Olena Shcherban - США — Angelique Breaux - Уругвай — Katja Thomsen - Венесуэла — Vanessa Cárdenas - Уэльс — Sophie—Kate Cahill - СР Югославия — Iva Milivojević - Зимбабве — Victoria Moyo |

### Порядок участниц
Купальники

| Группа 1 - Уругвай - Багамские острова - Аргентина - Италия - Американские Виргинские острова - Бразилия - Австралия - Болгария - Ангола - Аруба - Португалия - Австрия Группа 2 - Бельгия - Россия - Британские Виргинские острова - Молдова - Чешская Республика - Барбадос - Франция - Бангладеш - Норвегия - Непал - Казахстан - Беларусь | Группа 3 - Каймановы острова - Доминиканская Республика - Ботсвана - Коста-Рика - Кюрасао - Германия - Эстония - Гана - Боливия - Босния и Герцеговина - Хорватия - Голландия Группа 4 - Танзания - Дания - Сингапур - Филиппины - Гонконг - Кения - Намибия - Турция - Финляндия - Китайский Тайбэй - Англия - Таити | Группа 5 - Швейцария - Новая Зеландия - Канада - Корея - Ирландия - Уэльс - Малайзия - Мальта - Израиль - Швеция - Япония - Исландия Группа 6 - Индия - Ямайка - Пуэрто-Рико - Словакия - Тринидад и Тобаго - Шотландия - Зимбабве - Северная Ирландия - Шри-Ланка - Нигерия - Парагвай - Словения | Группа 7 - Польша - Румыния - Греция - Мексика - Кипр - Колумбия - Гватемала - Венгрия - Гибралтар - Литва - Чили - Эквадор Группа 8 - ЮАР - Перу - Ливан - Мадагаскар - Гондурас - США - Панама - Испания - Украине - Югославия - Венесуэла |

Вечерние платья

| Группа 1 - Италия - Португалия - Аруба - Австрия - Австралия - Американские Виргинские острова - Ангола - Болгария - Аргентина - Багамские острова - Уругвай - Бразилия Группа 2 - Чешская Республика - Бельгия - Норвегия - Россия - Молдова - Бангладеш - Беларусь - Непал - Казахстан - Барбадос - Франция - Британские Виргинские острова | Группа 3 - Кюрасао - Эстония - Боливия - Нидерланды - Ботсвана - Германия - Каймановы острова - Хорватия - Доминиканская Республика - Босния и Герцеговина - Коста-Рика - Гана Группа 4 - Турция - Намибия - Дания - Филиппины - Hong Kong Китай - Англия - Китайский Тайбэй - Сингапур - Танзания - Tahiti - Финляндия - Кения | Группа 5 - Новая Зеландия - Израиль - Швейцария - Мальта - Швеция - Корея - Малайзия - Япония - Исландия - Ирландия - Канада - Уэльс Группа 6 - Словения - Ямайка - Индия - Пуэрто-Рико - Северная Ирландия - Словакия - Зимбабве - Нигерия - Шотландия - Тринидад и Тобаго - Парагвай - Шри-Ланка | Группа 7 - Гибралтар - Венгрия - Мексика - Литва - Греция - Колумбия - Румыния - Эквадор - Гватемала - Кипр - Чили - Польша Группа 8 - Венесуэла - Украина - Панама - Югославия - Испания - Мадагаскар - Гондурас - США - Перу - ЮАР - Ливан |

Фоновая музыка
- Группа 1: A Girl Like You — Edwyn Collins
- Группа 2: My Girl — The Temptations
- Группа 3: More Than A Woman — 911
- Группа 4: Dreams — Gabrielle
- Группа 5: My First, My Last, My Everything — Barry White
- Группа 6: You To Me Are Everything — The Real Thing
- Группа 7: How Sweet It Is — Marvin Gaye
- Группа 8: She's A Lady — Tom Jones

## Заметки

### Дебют
- Беларусь, Англия, Молдова и Северная Ирландия участвовали в конкурсе впервые.

### Вернулись
- Барбадос и Дания последний раз участвовали в 1955 году.
- Намибия последний раз участвовала в 1997 году.
- Британские Виргинские острова, Китайский Тайбэй и Кюрасао последний раз участвовали в 1998 году.

### Отказались
- Гайана, Сейшельских островов, Свазиленд и Замбия не участвовали.
- Латвия отказалась в последнюю минуту по личным причинам. Она участвовала в конкурсе Мисс Мира 2001.
- Национальные конкурсы не проводились в 2000 году в Таиланде и Синт-Маартене.